# Mstar
《Mstar》는 2007년 6월 22일부터 중국에서 방송되었던 UCC 스타 오디션 프로그램이다. 한국과 중국, 일본 내 유명 포털 사이트나 UCC 사이트로부터 매주 도전자를 추천받아 1년 동안 월 결선과 분기 결선을 거쳐 최종 우승자를 가리는 방식으로 진행되는 'UCC 스타 대항전' 형식의 오디션 프로그램이다. 분기 우승자와 최종 우승자에게는 상금 뿐만 아니라, 차후 한국에서도 연예인으로 데뷔할 수 있도록 한국에서 1년 동안 각종 트레이닝을 받을 수 있는 기회와 음반제작의 기회가 주어진다.